# Народна Республіка Бенін
Народна Республіка Бенін (фр. République populaire du Bénin) — колишня соціалістична держава, розташована на березі Гвінейської затоки в Африці, наразі — Бенін. Народна Республіка була створена 30 листопада 1975 року, невдовзі після здобуття незалежності від Франції. Існувала до 1 березня 1990 року, згідно з новою конституцією, скасувався марксизм-ленінізм у країні від 1989.